# Colombiers (Vienne)
Pour les articles homonymes, voir Colombiers.
Ne doit pas être confondu avec Coulombiers (Vienne).
Colombiers est une commune du Centre-Ouest de la France, située dans le département de la Vienne en région Nouvelle-Aquitaine.
Ses habitants sont appelés les Colombinois et sont surnommés "Chin Malades" depuis de longues années dans la région et les environs de Châtellerault.

## Géographie

### Localisation
Colombiers est situé à 10 Km au sud-ouest de Châtellerault, ville la plus proche, par la D21.
Le territoire de la commune est limitrophe de ceux de cinq communes :
|                | Scorbé-Clairvaux   | Thuré   |
| Jaunay-Marigny | Colombiers         | Naintré |
|                | Beaumont Saint-Cyr |         |

### Climat
Pour des articles plus généraux, voir Climat de la Nouvelle-Aquitaine et Climat de la Vienne.
Historiquement, la commune est exposée à un climat océanique du nord-ouest.  
En 2020, Météo-France publie une typologie des climats de la France métropolitaine dans laquelle la commune est exposée à un climat océanique altéré et est dans la région climatique  Poitou-Charentes, caractérisée par un bon ensoleillement, particulièrement en été et des vents modérés.
Pour la période 1971-2000, la température annuelle moyenne est de 12,3 °C, avec une amplitude thermique annuelle de 15,1 °C. Le cumul annuel moyen de précipitations est de 661 mm, avec 10,8 jours de précipitations en janvier et 6,8 jours en juillet. Pour la période 1991-2020, la température moyenne annuelle observée sur la station météorologique la plus proche, située sur la commune de Neuville-de-Poitou à 17 km à vol d'oiseau, est de 12,5 °C et le cumul annuel moyen de précipitations est de 704,6 mm,. Pour l'avenir, les paramètres climatiques de la commune estimés pour 2050 selon différents scénarios d’émission de gaz à effet de serre sont consultables sur un site dédié publié par Météo-France en novembre 2022.

## Urbanisme

### Typologie
Au 1er janvier 2024, Colombiers est catégorisée commune rurale à habitat dispersé, selon la nouvelle grille communale de densité à sept niveaux définie par l'Insee en 2022.
Elle est située hors unité urbaine. Par ailleurs la commune fait partie de l'aire d'attraction de Châtellerault, dont elle est une commune de la couronne,. Cette aire, qui regroupe 44 communes, est catégorisée dans les aires de 50 000 à moins de 200 000 habitants,.

### Occupation des sols
L'occupation des sols de la commune, telle qu'elle ressort de la base de données européenne d’occupation biophysique des sols Corine Land Cover (CLC), est marquée par l'importance des territoires agricoles (78,9 % en 2018), en diminution par rapport à 1990 (81,2 %). La répartition détaillée en 2018 est la suivante : 
zones agricoles hétérogènes (45 %), terres arables (32 %), forêts (14,4 %), zones urbanisées (5,5 %), prairies (1,9 %), zones industrielles ou commerciales et réseaux de communication (1,2 %). L'évolution de l’occupation des sols de la commune et de ses infrastructures peut être observée sur les différentes représentations cartographiques du territoire : la carte de Cassini (XVIIIe siècle), la carte d'état-major (1820-1866) et les cartes ou photos aériennes de l'IGN pour la période actuelle (1950 à aujourd'hui).

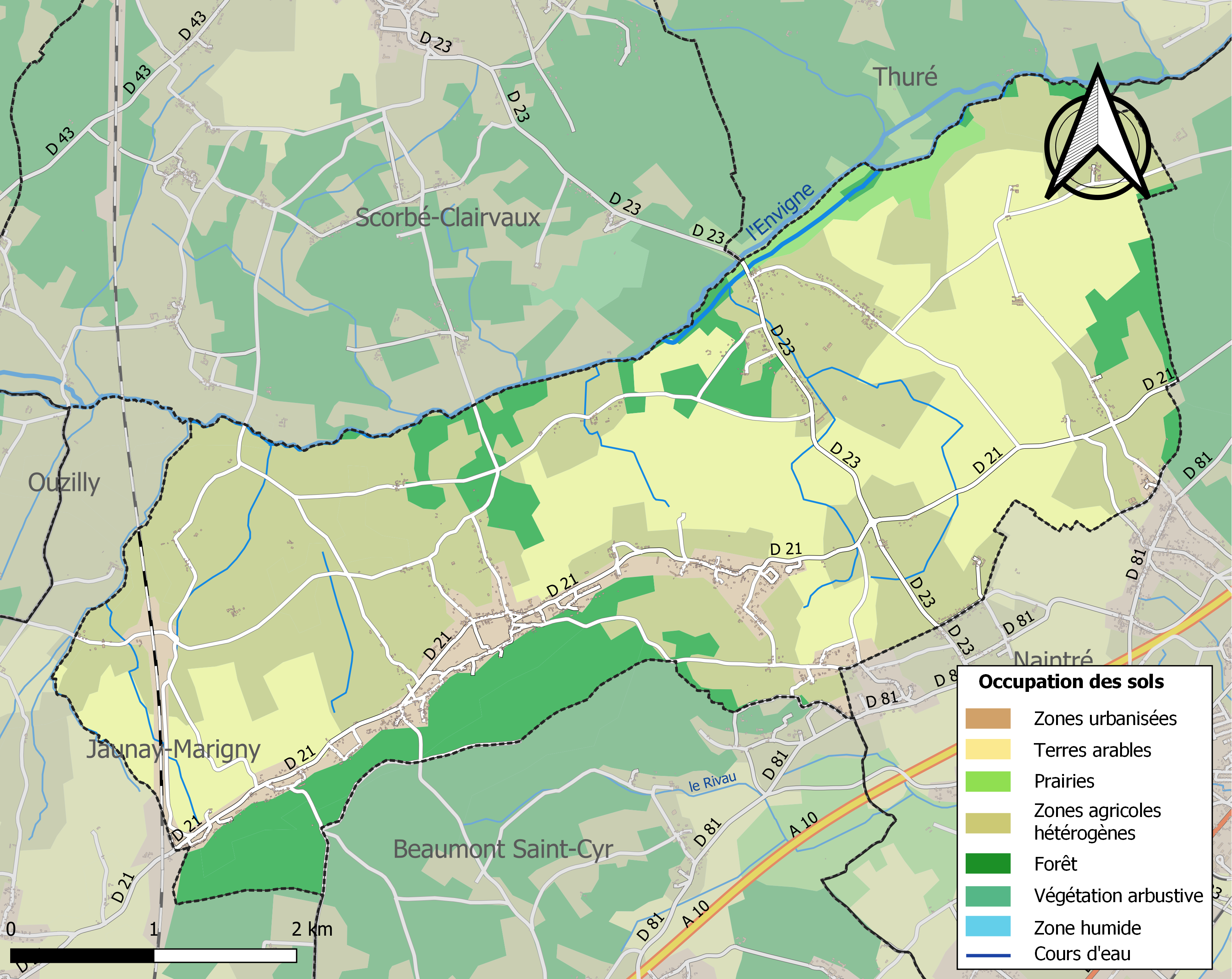
Carte des infrastructures et de l'occupation des sols de la commune en 2018 (CLC).

### Risques naturels et technologiques
Le territoire de la commune de Colombiers est vulnérable à différents aléas naturels : météorologiques (tempête, orage, neige, grand froid, canicule ou sécheresse), inondations, feux de forêts, mouvements de terrains et séisme (sismicité modérée). Il est également exposé à un risque technologique,  le transport de matières dangereuses. Un site publié par le BRGM permet d'évaluer simplement et rapidement les risques d'un bien localisé soit par son adresse soit par le numéro de sa parcelle.

#### Risques naturels
Certaines parties du territoire communal sont susceptibles d’être affectées par le risque d’inondation par débordement de cours d'eau, notamment l'Envigne. La commune a été reconnue en état de catastrophe naturelle au titre des dommages causés par les inondations et coulées de boue survenues en 1982, 1999, 2001, 2008, 2010 et 2016,.
Colombiers est exposée au risque de feu de forêt. En 2014, le deuxième plan départemental de protection des forêts contre les incendies (PDPFCI) a été adopté pour la période 2015-2024. Les obligations légales de débroussaillement dans le département sont définies dans un arrêté préfectoral du 29 mai 2015,, celles relatives à l'emploi du feu et au brûlage des déchets verts le sont dans un arrêté permanent du 24 mai 2015,.

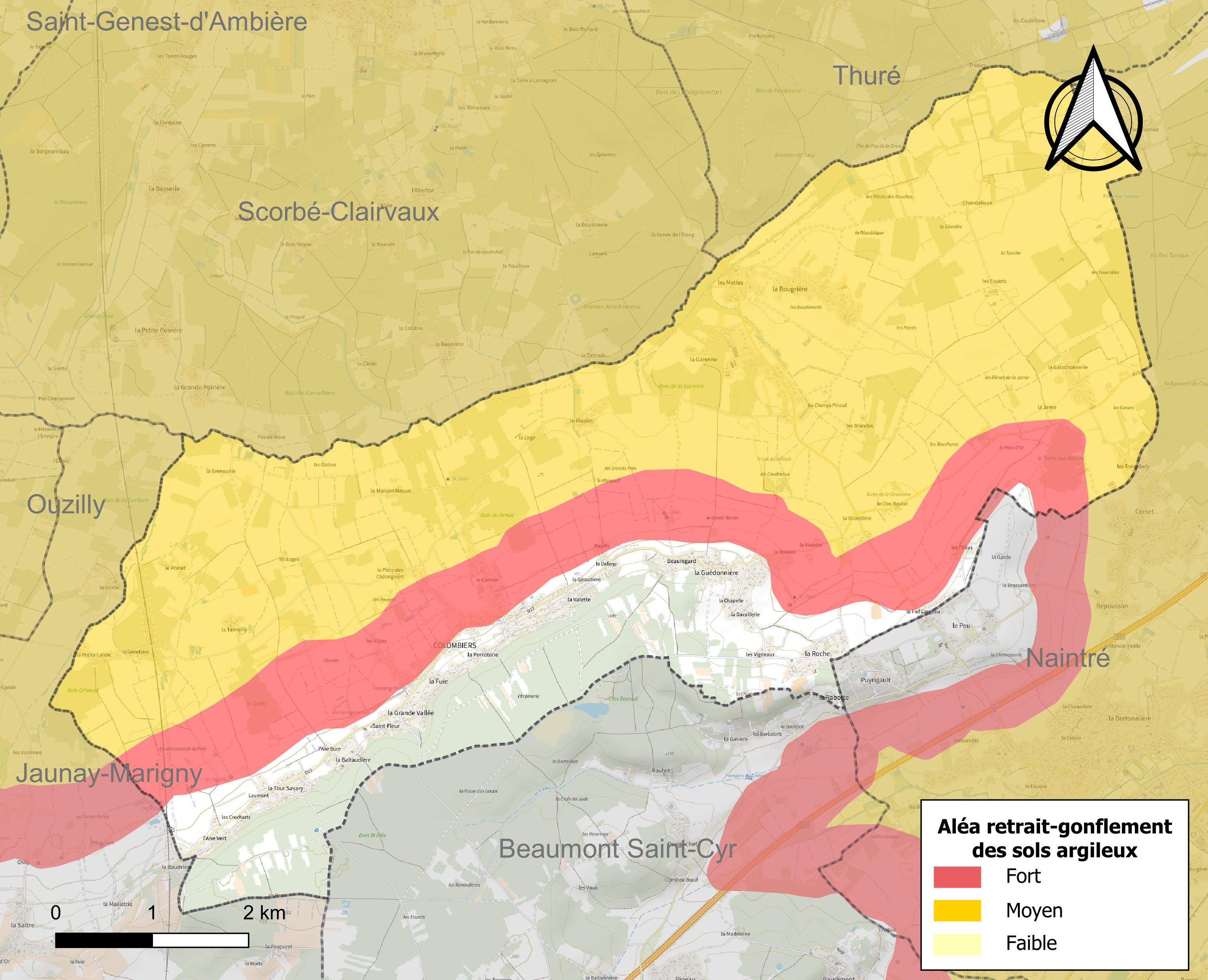
Carte des zones d'aléa retrait-gonflement des sols argileux de Colombiers.

Les mouvements de terrains susceptibles de se produire sur la commune sont des affaissements et effondrements liés aux cavités souterraines (hors mines) et des tassements différentiels. Afin de mieux appréhender le risque d’affaissement de terrain, un inventaire national permet de localiser les éventuelles cavités souterraines sur la commune. Le retrait-gonflement des sols argileux est susceptible d'engendrer des dommages importants aux bâtiments en cas d’alternance de périodes de sécheresse et de pluie. 80,1 % de la superficie communale est en aléa moyen ou fort (79,5 % au niveau départemental et 48,5 % au niveau national). Depuis le 1er octobre 2020, en application de la loi ÉLAN, différentes contraintes s'imposent aux vendeurs, maîtres d'ouvrages ou constructeurs de biens situés dans une zone classée en aléa moyen ou fort,.
La commune a été reconnue en état de catastrophe naturelle au titre des dommages causés par la sécheresse en 1989, 1991, 1996, 2003, 2005 et 2017, par des mouvements de terrain en 1999, 2010 et 2019 et par des glissements de terrain en 1988.

## Toponymie
Le nom du village provient du latin columbarium qui signifie pigeonnier. Il désigne, aussi, les cavités creusées à flanc de coteau.

## Histoire
Entre l’Envigne et le Clain, Colombiers est un village qui s’est construit à flanc de coteau. Il est, en effet, situé à proximité de carrières souterraines de tuffeau  qui s’enfoncent profondément dans la butte. Ces galeries peuvent s’étendre sur plusieurs kilomètres.
En effet, le sous-sol  en calcaire du pays châtelleraudais a longtemps constitué une importante source de revenus pour la population villageoise. Le tuffeau a été utilisé comme pierre de construction dès l’époque gallo-romaine. Il a fait, par la suite, l’objet d’une exploitation intensive à partir du XIe siècle jusqu’au début du XXe siècle. L’exploitation à l’époque romaine se faisait principalement à ciel ouvert. À partir du Moyen Âge, les carriers ou « pierreyeux » ont préféré, comme ici à Colombiers, creuser à flanc de coteaux pour s’enfoncer dans la veine. Le tuffeau gardait ainsi une humidité qui en facilitait la taille.
Le village comprenait de nombreuses habitations troglodytiques dont certaines furent occupées jusqu’au milieu du XXe siècle. Le bourg et les hameaux se sont développés le long de la roche tendre où furent creusées des cavités destinées à devenir des logements. Elles s’organisent généralement autour d’une salle principale pourvue d’une cheminée. Cette salle peut être agrémentée de bancs et de niches sculptés directement dans la roche. Des dépendances agricoles : écuries, bergeries pouvaient aussi être creusées aux côtés de la pièce principale. Aux lieux-dits Au Défens et à la Tour Savary, des pigeonniers troglodytiques ont même été aménagés.
Ces aménagements témoignent d’une activité mixte de ses habitants, à la fois agriculteurs et carriers. Le travail des carriers était particulièrement difficile. Il demandait une grande force physique. A l’aide d’un pic à long manche, le carrier creusait dans le front de taille une saignée d’environ 60 cm pour isoler le bloc à extraire. Il insérait ensuite dans ce sillon des coins en bois dur et sec avec un maillet. Ce coin était mouillé afin de gonfler et, ainsi, par pression, provoquer une rupture à l’arrière du bloc. Le bloc était, ensuite, débité en pierres de construction qui étaient chargées sur une charrette pour être stockées à l’air libre et séchées.
Les carriers à temps plein étaient rares. C’étaient essentiellement des paysans  qui travaillaient à la carrière l’hiver pour s’assurer un complément de revenu. Au lendemain de la Première Guerre mondiale, cette activité disparut à la suite de l’importance de la mortalité masculine pendant le conflit, d’une désertification des campagnes et du fait, aussi, de la concurrence du ciment qui résiste au gel contrairement au tuffeau.
Les habitations troglodytiques de Colombiers sont, de nos jours, abandonnées. Certaines ont été, toutefois, transformées en caves. Une partie de ces anciennes habitations sont cachées derrière des maisons modernes qui les doublent, notamment celles situées le long de la D 21 qui était l’ancien chemin reliant Châtellerault et Marigny-Brizay.

## Politique et administration

### Élections municipales et communautaires

#### Liste des maires
| Période                                  | Période   | Identité         | Étiquette | Qualité |
| ---------------------------------------- | --------- | ---------------- | --------- | ------- |
| mars 2001                                | mars 2008 | Jean Beauvy      |           |         |
| mars 2008                                | mai 2020  | Jacky Gauthier   | DVG       |         |
| mai 2020                                 | En cours  | Hindeley Mattard |           |         |
| Les données manquantes sont à compléter. |           |                  |           |         |

### Jumelages
Colombiers est jumelée avec Manderen, village de la Moselle. Ce jumelage prend son origine à la Seconde Guerre mondiale, lors de laquelle bon nombre de Mosellans se sont réfugiés à Colombiers pour fuir l'avancée des Allemands. Certains y sont restés pour toujours, d'autres sont repartis, mais l'amitié et le souvenir sont toujours présents.

## Équipements et services publics

### Postes et télécommunications
Les réformes successives de la Poste ont conduit à la fermeture de nombreux bureaux de poste ou à leur transformation en simple relais. Toutefois, la commune a pu maintenir le sien.

### Instances judiciaires et administratives
La commune relève du tribunal d'instance de Poitiers, du tribunal de grande instance de Poitiers, de la cour d'appel  Poitiers, du tribunal pour enfants de Poitiers, du conseil de prud'hommes de Poitiers, du tribunal de commerce de Poitiers, du tribunal administratif de Poitiers et de la cour administrative d'appel  de  Bordeaux, du tribunal des pensions de Poitiers, du tribunal des affaires de la Sécurité sociale de la Vienne, de la cour d’assises de la Vienne.

## Population et société

### Démographie
L'évolution du nombre d'habitants est connue à travers les recensements de la population effectués dans la commune depuis 1793. Pour les communes de moins de 10 000 habitants, une enquête de recensement portant sur toute la population est réalisée tous les cinq ans, les populations de référence des années intermédiaires étant quant à elles estimées par interpolation ou extrapolation. Pour la commune, le premier recensement exhaustif entrant dans le cadre du nouveau dispositif a été réalisé en 2004.

En 2022, la commune comptait 1 418 habitants, en évolution de −6,46 % par rapport à 2016 (Vienne : +0,6 %, France hors Mayotte : +2,11 %).
| 1793 | 1800 | 1806 | 1821 | 1831 | 1836 | 1841 | 1846 | 1851 |
| ---- | ---- | ---- | ---- | ---- | ---- | ---- | ---- | ---- |
| 499  | 375  | 421  | 558  | 866  | 930  | 910  | 940  | 964  |

| 1856 | 1861 | 1866 | 1872  | 1876  | 1881  | 1886  | 1891  | 1896  |
| ---- | ---- | ---- | ----- | ----- | ----- | ----- | ----- | ----- |
| 921  | 918  | 960  | 1 011 | 1 049 | 1 008 | 1 069 | 1 026 | 1 014 |

| 1901  | 1906 | 1911 | 1921 | 1926 | 1931 | 1936 | 1946 | 1954 |
| ----- | ---- | ---- | ---- | ---- | ---- | ---- | ---- | ---- |
| 1 009 | 977  | 942  | 847  | 802  | 790  | 817  | 786  | 884  |

| 1962 | 1968 | 1975 | 1982  | 1990  | 1999  | 2004  | 2006  | 2009  |
| ---- | ---- | ---- | ----- | ----- | ----- | ----- | ----- | ----- |
| 888  | 790  | 846  | 1 078 | 1 286 | 1 274 | 1 357 | 1 361 | 1 482 |

| 2014  | 2019  | 2022  | - | - | - | - | - | - |
| ----- | ----- | ----- | - | - | - | - | - | - |
| 1 514 | 1 438 | 1 418 | - | - | - | - | - | - |

En 2008, selon l’Insee, la densité de population de la commune était de 71 hab./km2 contre 61 hab./km2 pour le département de la Vienne, 68 hab./km2 pour la région Poitou-Charentes et 115 hab./km2 pour la France.

### Manifestations culturelles et festivités
Le Feu de Saint-Jean : chaque année le doyen(ne) est convié à enflammer le bûcher, encore une occasion pour les habitants de se retrouver dans le jardin public. La soirée est également animée par Bal'taquin.
Fête du Cambouis Club : généralement début juillet brocante et vide-grenier pour les chineurs.
Salon de l'écrivain : en avril, une rencontre pour les passionnés de lecture.
Fête de la Saint-Vincent : cette fête a été créée en 1937, son but est de regrouper les gens de Colombiers et ses environs. Les vignerons fêtent la Saint-Vincent tous les ans, en désignant un président pour l'année qui suit. Un banquet est organisé pour l'occasion.

### Sports et loisirs
Raid VTT : organisé courant juin par Michel Verdin de l'ASACC. 300 participants en moyenne sur plusieurs parcours de 40 et 70 km.

### Vie associative
Association Sportive, Artistique et Culturelle de Colombiers (ASACC) avec 8 sections : théâtre, gym, section découverte, patchwork, danse folk, ateliers musicaux.
Colombiers héberge 18 autres associations comme le Cambouis-Club, le Rétro club loisirs, A.D.I.S.E (Aide au Développement en Inde de la Santé et de l'Éducation), Les génies en herbe...

## Économie
Selon la direction régionale de l'Alimentation, de l'Agriculture et de la Forêt de Poitou-Charentes, il n'y a plus que 17 exploitations agricoles en 2010 contre 40 en 2000.
Les surfaces agricoles utilisées ont très légèrement diminué et sont passées de 1 116 hectares en 2000 à 1 105 hectares en 2010. 58 % sont destinées à la culture des céréales (blé tendre,maïs et un peu d'orge), 11 % pour les oléagineux (tournesol), 12 % pour le fourrage et 3 % reste en herbes.
En 2010, un hectare (13 en 2000) est consacré à la vigne pour la production des Haut-Poitou AOC.
3 exploitations en 2010 (contre 5 en 2000) abritent un élevage de bovins (116 têtes en 2010 contre 132 têtes en 2000). L'élevage de volailles a disparu en 2010 (315 têtes sur 13 fermes en 2000).

## Culture locale et patrimoine

### Lieux et monuments

#### Église Notre Dame de Colombiers

##### Aspect extérieur
Colombiers est citée dans les textes dès 936-937 avec son château et son église. Elle est le chef-lieu d'une viguerie à l'époque carolingienne. Dès l'an 1000, l'église est placée sous le patronage de la Vierge Marie. L'édifice a été inscrit au titre des monuments historique en 1926.
L'église est longue, étroite et basse. L'édifice n'en impose pas et semble tassé, sans doute à cause de sa situation à flanc de coteau, et de a très courte tour du clocher. Du côté nord, des contreforts de diverses dimensions, dont l'un très important au niveau du clocher, ont dû être installés pour empêcher les murs de s'écarter et l'édifice de s'effondrer.
Des baies romanes ont été occultées. Du côté nord, un portail en plein cintre a été muré. Il disparaît en partie derrière un contrefort. Au XVe siècle, une plus petite porte sommée d'une accolade a été rajoutée.
La façade est la partie la plus ancienne de l'église. Elle date du XIIe siècle. Le portail est dépourvu de tympan. Il est en plein cintre. Il a des voussures à claveaux avec une remarquable ornementation de palmettes, de rubans plissés et de demi-cercles. Ce décor de motifs géométriques simples est caractéristique de la région. La corniche qui sépare le portail de la partie haute de la façade, qui était anciennement ruinée, a reçu un nouveau décor sculpté lors de travaux de restauration achevés en 2007. Ce décor comprend à la fois la série de modillons et trois figures sculptées entre ces derniers : poisson, lézard, sirène. Quoique l'iconographie soit conforme aux usages du roman poitevin, l'exécution contemporaine dénote fortement au milieu de la façade. Au-dessus, une baie en plein cintre est flanquée de colonnettes. Elle est surmontée d'élégantes voussures.
La tour carré du clocher a été rabaissée après un incendie. La toiture à quatre pans repose de nos jours directement sur la partie haute des ouvertures du premier étage.
Le chevet est épaulé de contreforts-colonnes à triple fût aux chapiteaux ornés de personnages. Il est percé par trois baies en arc brisé aux chapiteaux de feuille d'acanthe. Le cordon d'oves sous la corniche est à modillons sculptés:têtes d'animaux, feuillages d'acanthe.

##### Aspect intérieur
La nef a des murs latéraux qui datent du XVIIe siècle. Au XVe siècle, elle a été divisée en quatre travées pourvues de voûtes d'ogives quadripartites de style gothique flamboyant.
Dans la première travée, à l'époque moderne, une chapelle a été rajoutée au nord. Elle est voûtée en cul-de-four et elle abrite les fonts baptismaux. Une porte latérale datant du XVe siècle y donne accès au nord dans la quatrième travée et une autre située au sud, surmontée d'une tête, donne accès dans la troisième travée.
La travée sous le clocher est cantonnée de piliers massifs qui ont pour objectif de supporter le clocher. Ils forment, en même temps, un étranglement qui isole la nef du chœur. La largeur est à cet endroit seulement de 2,50 mètres. Cette travée a reçu au XVe siècle une voûte d'ogives à huit nervures prismatiques. La retombée des arcs se fait sur des culots ornés de feuillages. L'accès au clocher se fait au sud par une porte en accolade datée du XVe siècle.
Le chœur comprend une travée droite et une abside en hémicycle. Tout comme le clocher, il daterait des années 1200. Il est donc plus récent que la nef. La travée est droite. Elle est couverte d'une voûte d'ogives à quatre nervures moulurées de trois tores.
Le mur nord est décoré d'une arcature aveugle et d'un oculus. Le mur sud, d'une baie géminée du XVe siècle en style gothique flamboyant et d'une petite niche en arc brisé.
Les chapiteaux sont à abaques et à dés, ornés de feuilles d'acanthe. Ceux placés dans les angles ne comportent que deux faces apparentées et leur décor est conçu autour de l’arrête. Ces chapiteaux représentent des feuilles d'acanthe, des sirènes, des poissons à double queue, des personnages dévorés par des griffons, des animaux fantastiques, des masques grimaçants.
Un arc doubleau brisé, formé d'un boudin, marque la séparation entre la travée et l'abside.
L'abside est voûté en cul-de-four. Elle est éclairée par trois baies. De part et d'autre de la baie centrale, deux personnages polychromes en semi-relief et à échelle humaine composent une Annonciation. L'archange Gabriel dont les gestes accompagnent le message est en marche. La Vierge Marie a les mains sur sa poitrine.
Les vitraux représentent :
- Saint Jean-Baptiste baptisant Jésus, dans la chapelle des fonts baptismaux, au nord ;
- la Colombe de l'Esprit Saint dans l'oculus, dans la travée droite du chœur ;
- Saint Louis avec la couronne d'épines qu'il avait acquise en Orient et une sainte Radegonde dans la baie géminée du chœur ;
- les armoiries de Mgr Pie, évêque de Poitiers de 1849 à 1880, dans l'abside, à gauche en médaillon ;
- les armoiries du pape Pie IX ou Léon XIII, dans l'abside, à droite ;
- l'Arbre de Jessé en quatre médaillons à la baie axiale représentant Jessé, David, Joseph et l'Enfant, Marie et l'Enfant. Imité du XIIIe siècle, ce vitrail fut posé en 1858 et est dû au maître verrier Honoré Hivonnait de Poitiers.

Le mobilier :
- deux autels-retables en pierre dédiés l'un à saint Antoine (1685) et l'autre à sainte Catherine (1716) se trouvent en fin de nef. Aujourd'hui, une statue de la Vierge à l'Enfant est sur l'autel de gauche et une statue représentant sainte Radegonde est sur l'autel de droite ;
- à droite et à gauche de l'entrée occidentale, deux grandes statues du XVIIe siècle représentent sainte Catherine d'Alexandrie avec l'épée et la roue de son martyre et saint Antoine ermite. Elles sont grandeur nature. Elles sont inscrites à l'Inventaire Supplémentaire aux Monuments Historiques depuis 1926. La statue de sainte Catherine a été bénie le 24 novembre 1775 ;
- deux bénitiers sont creusés dans le mur nord et sud de la quatrième travée de la nef avec un ange aux ailes déployées devant la cuve ;
- la cuve des fonts baptismaux est octogonale et ressemble à celle de Beaumont ;
- diverses statues : saint Antoine de Padoue sur un petit autel dans la deuxième travée de la nef, à gauche ; sainte Thérèse et l'Enfant Jésus dans la troisième travée de la nef à droite ;
- l'église possède deux cloches, l'une s'appelle Henriette et date de 1804, l'autre Françoise et date de 1869. Cette dernière a été fondue par l'atelier Bollée et Fils du Mans.

#### Autres monuments
- Pont de l'époque romaine.

### Personnalités liées à la commune
- Sylvain Chavanel, champion cycliste, demeure sur la commune.
- Le cruciverbiste Maxence Ouvrard, vice-champion interdépartemental en 2017, est originaire de la commune.

### Héraldique
| Blason de Colombiers | Blason  | D'or à quatre clés d'azur posées en croix, les anneaux entrelacés et les pannetons à senestre ; au chef d'azur chargé d'une colombe éployée en pal. |
| Blason de Colombiers | Détails | Armoiries composées par Laurent Garnier, adoptées par la municipalité en 2002.                                                                      |

## Pour approfondir